# París-Roubaix 1914
La 19.ª edición de la París-Roubaix tuvo lugar el 12 de abril de 1914 y fue ganada por segunda vez por el francés Charles Crupelandt. Fue la última edición antes de la I Guerra Mundial

## Clasificación final
| Posición | Ciclista             | Equipo                  | Tiempo     |
| -------- | -------------------- | ----------------------- | ---------- |
| 1        | Charles Crupelandt   | La Française-Hutchinson | 9 h 02 min |
| 2        | Louis Luguet         | Automoto-Continental    | m.t.       |
| 3        | Louis Mottiat        | Thomann-Soly            | m.t.       |
| 4        | Oscar Egg            | Peugeot-Wolber          | m.t.       |
| 5        | Jean Rossius         | Alcyon-Soly             | m.t.       |
| 6        | Cyrille van Hauwaert | La Française-Hutchinson | m.t.       |
| 7        | Pierre Vandevelde    | La Française-Hutchinson | m.t.       |
| 8        | Dieudonné Gauthy     | Alcyon                  |            |
| 9        | Émile Aerts          | -                       |            |
| 10       | Émile Georget        | Peugeot-Wolber          |            |